# Hall of Fame Tennis Championships 2006
L'Hall of Fame Tennis Championships 2006 è stato un torneo di tennis giocato sull'erba. È stata la 31ª edizione dell'Hall of Fame Tennis Championships, che fa parte della categoria International Series nell'ambito dell'ATP Tour 2006. Si è giocato all'International Tennis Hall of Fame di Newport negli Stati Uniti, dal 10 al 16 luglio 2006.

## Campioni

### Singolare
Mark Philippoussis  ha battuto in finale  Justin Gimelstob con il punteggio di 6–3, 7–5

### Doppio
Robert Kendrick /  Jürgen Melzer hanno battuto in finale  Jeff Coetzee /  Justin Gimelstob con il punteggio di 7–6(3), 6–0